# Communication totale
La communication totale, terme inventé par Roy Holcomb,, est un système d'enseignement pour les Sourds qui préconise l’utilisation de toutes les méthodes : la langue des signes, la parole, la lecture labiale, les prothèses auditives, etc. Les enseignants utilisant la communication totale parlent et signent en même temps les mots correspondant à ce qu’ils disent.

## Définition
La communication totale (CT) peut impliquer un ou plusieurs modes de communication (manuel, par voie orale, auditive et écrite) qui sont les plus appropriés pour l'éducation d'un enfant sourd, en fonction de ses besoins particuliers et de son stade de développement. Elle a semblé pouvoir être un pont permettant de relier l'oralisme et la langue des signes.

## Histoire
En 1967, Roy Holcomb, superviseur du programme pour les enfants sourds dans une école élémentaire, prône l'utilisation de tous les moyens possibles pour éduquer les enfants sourds, pensant que l'important étant de leur fournir le plus d'informations possibles. En 1969 il utilise le terme de « communication totale » (Total Communication). Son système va être peu à peu utilisé par de plus en plus d'écoles, dont l'école résidentielle du Maryland qui est probablement la première à adopter la CT, son directeur, David Denton, étant l'un de ses plus grands défenseurs.
Avec l'augmentation de sa popularité, la CT subit des modifications et en 1976 elle est acceptée par la Conference of Executives of American Schools for the Deaf, mais malgré le fait que deux tiers des écoles disent utiliser la CT, la plupart des enseignants maîtrisent mal les signes et font peu d'efforts pour apprendre.
Dans les années 1970 et 1980 la plupart des écoles pour sourds ainsi que la plupart des organisations majeures de ce domaine utilisaient la CT. Vers la fin des années 1990, bien qu'il y ait un débat entre CT et programmes bilingues ou biculturels, « la communication totale est la forme la plus commune de communication utilisée dans les milieux éducatifs pour les enfants sourds »,.

## Avantages
La CT peut être utilisée par les familles et les éducateurs. Comme plus de 90 % des parents d'enfants sourds sont entendants, beaucoup pensent que celle-ci permet de ne mettre de côté aucune option et que toute la famille peut communiquer à tout moment. Comme la majeure partie de l'apprentissage se fait grâce à l'interaction avec d'autres personnes et que cela n'est possible que lorsqu'une compréhension mutuelle existe, le choix du mode de communication le plus efficace avec l'enfant sourd est capital.
Le principal avantage de la CT est qu'elle permet à l'enfant sourd de pratiquer tous les modes de communication et lui permet de choisir celui le mieux adapté à la situation. Des études ont démontré les effets bénéfiques de communication totale dans tous les domaines de développement des enfants sourds, que ce soit psychologique, linguistique ou universitaire.

## Limites
La CT peut être difficile à mettre en œuvre en pratique, car par exemple dans une classe un enseignant devra communiquer d'une manière également compréhensible pour tous ses élèves. On n'arrive pas à savoir si les sourds ont une bonne vision d'ensemble d'un mélange de langue des signes et de langue parlée ou s'ils ne voient que des exemples d'une mauvaise utilisation de chacun des deux. Les chercheurs ne sont pas d'accord si l'usage d'une langue codée manuellement ne permet pas de meilleurs résultats en lecture et en écriture.

## Accueil
L'Association des sourds du Canada n'appuie pas cette technique, car « la plupart des enseignants dans les écoles pour les Sourds sont non-Sourds, ils tendent naturellement à préférer des méthodes basées sur la langue orale plutôt que les signes. Par conséquent, l’Association des Sourds du Canada considère la communication totale comme simplement une autre méthode orale ».

### Sources bibliographiques
- Loreleï Bourcheix, Mémoire de Master 1 d’Anthropologie : Représentation de la surdité, communication et intégration des sourds au pays des hommes intègres, Lyon, Université Lyon 2, 2009 (lire en ligne).
- (en) Paul S. Kaplan, Pathways for Exceptional Children : School, Home, and Culture, Minneapolis, West Publishing Company, 1996, 600 p. (ISBN 978-0-314-04563-8, présentation en ligne).
- Nathalie Lachance, Territoire, Transmission et Culture Sourde : Perspectives Historiques et Réalités Contemporaines, Presses Université Laval, 2007, 292 p. (ISBN 978-2-7637-8393-2, présentation en ligne, lire en ligne).